# Zemmer
Zemmer település Németországban, Rajna-vidék-Pfalz tartományban. Lakosainak száma 3107 fő (2023. december 31.).

## Népesség
A település népességének változása:
| Lakosok száma | 2844 | 2998 | 3046 | 3085 | 3069 | 3107 |
|               | 1975 | 2017 | 2019 | 2021 | 2022 | 2023 |